# わたしのお嬢様
『わたしのお嬢様』（わたしのおじょうさま、My Little Lady）は、樹るうによる日本の4コマ漫画作品。

## 内容
本作は、産業革命前後のロンドンを舞台に、中流階級の貿易商・マーチ家の面々のドタバタぶりを描いた4コマ漫画作品であり、『COMIC CANDY TIME』に掲載された読み切り作品「働くメイドさん」とほぼ同じ設定である。
元々本作は富士美出版『COMIC CANDY TIME』に連載されていたが、その後、掲載紙の休刊に伴い、『COMIC桃姫』、『COMICペンギンセレブ』と移籍を繰り返していた。本作は、雑誌の巻末に掲載される箸休め漫画にあたる。また、辰巳出版から出ている単行本には年齢制限は設けられていない。
本作の主要人物群であるマーチ家は、ロンドンに住む貿易商の一家という設定である。
元々一家（とミリー）はクララの故郷・ベリーヒルに住んでいたが、マーチ氏の仕事の都合で引っ越してきた。その後、アレルギーを発症したクララのみ故郷に戻り、今に至る。このため、夏季と年末年始の2回に親子とミリーがベリーヒルへ里帰りするほか、クララもごく稀にロンドンを訪れて暮らすという半別居の状態である。使用人は家庭教師と庭師以外は住み込み。仕事とプライベートにけじめをつける意味で、使用人の職場恋愛は原則禁止だが、マーチ氏自身がミリーとステア先生の恋路を応援している事など、絶対とは言えないとみられる。また、隔週水曜の午後はマーチ氏とメリーが親子水入らずでデートに出かける習慣があり、その間は使用人たちも半日休暇となる。

## 登場人物
「声 - ○○」は、「メイド服のお嬢様編下巻」付録CDの声優
ミリアム＝ウィルスン（Millium Wilsun）
声 - ゆかな
愛称ミリー、16歳。マーチ家の子守メイド（ナースメイド）。メリー誕生時に8歳。おっとりとして心優しい性格。巨乳美人で街の男達にモテモテだが、本人にはあまり自覚がない。手芸が趣味。不注意から頻繁に洋服を破るほどドジで、よく街中でパンチラ（時代柄、着用しているのはドロワーズである）をしてしまう。得意の手芸の腕も半分は自分の服の繕い物に活用されているらしい。オカルトなど怖いものが苦手。よくメリーに振り回されているが、メリーのイタズラが過ぎたときは強く叱って躾ける一面もある。
実は認知されていない私生児で、相手への後ろめたさから恋愛ごとには消極的だったが、ステア先生のドジと困窮ぶりに感化され、深く知るにつれてその思いを深くする。現在ステア先生とは良い関係にある。
メリーベル＝マーチ（Merrybell March）
声 - 藤村歩
愛称メリー、マーチ家のお嬢様。8歳。愛くるしい容姿とは裏腹に異常にませていてしっかり者。女の子らしい素直で優しい一面と大人顔負けの強硬な交渉力と行動力が同居する性格。父の影響で株や経済に勉強熱心で、愛読書は経済新聞。持ち株を巧みに取引して一攫千金を狙っている。また、たくましく育ってほしいという父の教育方針により、家事も修行中で、スーからは掃除の腕を認められている。ホラー小説が大好きで、ミリーの名前を使ってオカルト系の団体である「怖いの大好きクラブ」に入会していたこともある。逆に少女小説や人形遊びなど、年相応の女の子らしいことは苦手。早く大きくなって大好きな父の仕事を助けたいと思っている。嫌いなものはニンジン。
ジュリアン＝マーチ（Jurian March）
声 - 中田譲治
マーチ家の旦那様。貿易商を営む。ドーバーの港の使い走りから身を立て、一代で財をなした。妻と娘を溺愛している。面白いことが大好きで、非常にノリがいい。妻や娘への過保護を除けば、大体において寛容な性格の人物である。娘が成長したときに苦労しないようにと、経済や家事全般など、およそお金持ちのお嬢様らしくないことも教育方針に入れている。マッシュルームが好物。実は娘と同じ「怖いの大好きクラブ」に入会している。ミリーとステア先生の関係を認めている、と言うよりメリーと応援している。
クララベル＝マーチ
声 - 新名彩乃
愛称クララ、ジュリアンの妻で、メリーの母親。粉塵アレルギーでロンドンに住めず、普段は空気の綺麗な田舎の実家住まい。ごくたまにロンドンのお屋敷に来て、1週間ほど（アレルギー症状が出るまで）親子で過ごす。娘が株の勉強をすることは必ずしも快く思っていないが、一応静観している。夫が実際に株を扱わせている事にはさすがに怒っている。明るくノリが良く優しい美女だが、本気で怒ると自らの拳で殴り倒す怖い一面も持つ。故人であるミリーの母とは大の親友だった。その忘れ形見のミリーを娘同様に可愛がり、悪い男に引っかからないか心配している。
アーサー＝マーチ
声 - 杉山紀彰
マーチ家の長男で18歳。14歳の時に家を出て世界中を放浪している。ミリーの理解者で兄の様な存在でもある。幼い頃に当時のナースメイドに飲まされたアヘンチンキ（当時は合法）で生死をさ迷った経験から、アヘンをはじめとする薬物や煙草や酒などを嫌い、その後の噂話を何度も話題にする貴族連中を見て貴族嫌いとなる。本来は男爵の爵位を持つベリーヒル（クララベルの実父）の実質的な跡取りでもあるが、前記の理由より自ら放棄。多数の偽名を使い、現在は英国海軍の手伝いをしている。格闘技や変装も得意、作中では流れ者の老人や母親似の黒髪美女、金髪美女を披露する。

### マーチ家の使用人
スー
声 - 尾崎真実
マーチ家のお掃除メイド（ハウスメイド）、26歳。掃除好きで有能だが、お料理は苦手。ミリーとは使用人部屋が一緒で仲良しの同僚。ステア先生のことが気にかかるミリーを「それはラブよ!」と何かにつけ煽る。
実は既婚者。旦那は死んではいないものの、帰ってこない。その教訓か、「男は顔で選んじゃダメ」というアドバイスをミリーに贈る。住み込みで働いている都合上、普段は子供のティム（靴磨き見習い・10歳）とは離れて暮らしている。
ジェイムス
声 - 安元洋貴
マーチ家の執事（バトラー）。マーチ家では最年長で超有能。愛想がなく寡黙だが特に怖いわけではない。
元々はマーチ家以前にお屋敷に住んでいた人の執事をしていた。通常、マーチ家の家格では執事の存在は少々分不相応のきらいがあるが、お屋敷を購入時についてきたという。ひそかにオペラ好き。
射撃の腕前はかなりのもので、ミリアムとユーリの危機には遠距離（300m以上と推測）射撃で、素早く拳銃を打ち落としている。
ポーラ
声 - 阿部彬名
マーチ家の女料理人（コック）。
ジョイ
声 - 北山恭祐
マーチ家の馬丁・御者・馬番を務める青年。ミリーに惚れてアタックしているが、すぐどこかに連れ込もうとしたりと下心が露骨なので、ミリーを除くお屋敷の女性陣にひっぱたかれたりしている。使用人の中では一番年季が短く（1年未満?）、奥様（クララ）に会うまでその存在を知らなかった。銀星号という名前の馬の世話している。
ダン
通いの庭師。マーチ家の他にもお得意様がいる。
グラハム先生
語学・音楽・ダンス・マナーを教える優しいメリーの家庭教師の先生。若くきれいだが、4児の母。
ユーリ＝ステア（Yurin Stear）
声 - 福山潤
メリーの数学理科の家庭教師。21歳。本業はロンドン大学の勤労苦学生で、ジュリアンの援助を受けて大学に通っており、将来はその仕事を手伝うよう見込まれている。恩に報いるべく試験で首席をとる優等生だが、よく過労や貧血や寝不足で倒れる。亡き両親に代わり、若い身空できょうだいたちを養ってきた。また、かつて家を出た双子の妹・メイの借金肩代わりで貧しており、家庭教師以外にも様々な仕事を掛け持ちしている。商売のため渡英した人物を先祖とする東洋系の血筋で、名前の正しい発音と表記は「ユーリン（玉林）」。
メイ＝ステア
ステア先生の双子の妹。父親が貧困の中で死んだため貧乏を嫌うようになり、金持ちの恋人をつくって家を出る。元々は工場でお針子をしていた。言葉がきつく、その言動から周囲にふしだら女扱いされることもあるが、根は意外と素直で家族思い。現在は改心し、借金を肩代わりしてくれた親戚のメイドとして働く。メリー曰くツンデレ。名前の正しい発音と表記は「メイファン（梅芳）」であり、メイファと呼ばれることもある。
ルーファ（Rufa Stear、漢字表記：如海）・ルーシャ（Rusya Stear、漢字表記：如山）
声 - 種﨑敦美（二役）
ステア先生の双子の弟達。6歳。正面向かって右側に髪の分け目があるのがルーファ、左側にあるのがルーシャ。
兄である先生が家を留守にしている間に留守番をしている。6歳と幼いため当初は何もできなかったが、使用人たちから色々と教わっているメリーの一喝&指導により家事を習得。外で働く兄をサポートするべく頑張っている。
一見そっくりな2人だが、それぞれに興味が異なり、ルーファは絵や造形に興味を示す一方、ルーシャは文章や来歴に興味を示す。また、ミリーが服を破いたりしたときに喜ぶ反応を見せるのはほとんどルーファである。

### その他
ミス・ローズ
声 - 大原さやか
グレイトン伯爵
声 - 関俊彦
リチャード
声 - 近藤孝行
ホリー＝ウィルスン
声 - 東條加那子
ステファン
声 - 景浦大輔
御者
声 - 越後屋いんちき

## 単行本
タツミコミックスより全5巻。巻数表記は1巻目には無く、2巻目以後も英語題名として表紙に小さく「My Little Lady n」（nは巻数の数字）と添えられているのみで、背表紙等には巻数表記が無い。
「メイド服のお嬢様編上巻」の巻末には、本作の前に発表された「働くメイドさん」が掲載されている。
- 株取引のお嬢様編（2006年5月30日初版） ISBN 4-7778-0253-1
- 探偵ごっこのお嬢様編（2008年5月25日初版） ISBN 978-4-7778-0531-0
- 変装紳士とお嬢様編（2009年10月15日初版） ISBN 978-4-7778-0700-0
- メイド服のお嬢様編上巻（2012年2月1日初版）ISBN 978-4-7778-0990-5
- メイド服のお嬢様編下巻（2012年4月1日初版） ISBN 978-4-7778-0991-2

## ドラマCD
2012年2月24日発売の「メイド服のお嬢様編下巻」に付録として同梱。スーパーピクチャーレーベル仕様、収録時間：約70分。

### スタッフ
- ディレクター：高橋史央
- サブディレクター：榎本覚
- 録音調整：山中健司/一戸良平
- 編集／シナリオ：風穴尚紀
- BGM制作：OdiakeS（ARS NOVA）
- 録音スタジオ：Brave Hearts Studio
- 音響制作：BraveHearts
- プロデューサー：宗像知行（辰巳出版）